# 洞人
洞人（直译：「印第安洞人」；约1960年代－约2022年7月），或稱塔納魯印第安人（葡萄牙語：Índio Tanaru）。是一名獨自生活在巴西朗多尼亞州亞馬遜雨林中的巴西原住民。他是在2007年巴西政府劃定受保護的原住民領地「塔納魯原住民領地」（Terra Indígena Tanaru）之唯一居民。
無人知道洞人說什麼語言，他的人民如何稱呼自己，或者他的名字是什麼。在1970年代至1990年代巴西原住民種族滅絕之後，他是他的部落中最後倖存的成員，並從1990年代中期一直獨自生活，直到2022年去世，也因此被媒體稱作是「世界上最孤獨的人」（homem mais solitário do mundo）。從1996年開始，巴西全國印第安人基金會（FUNAI）監控並偶爾與該男子遠距離互動，但他選擇保持孤立。他主要以狩獵和採集為生，他頻繁移居，在每處居所中都留下一個未知目的深洞，從而產生「洞人」綽號。2008年，洞人在一名武裝牧場主的襲擊中倖存下來，並在2018年引起了國際關注，當時全國印第安人基金會發佈了一段他的影片，以提高人們對巴西未接觸部落所面臨威脅的認識。他於2022年8月被發現在居所中死亡。

## 種族滅絕
洞人不是自願成為隱士。在他的部落被種族滅絕摧毀後，洞人被迫獨自生活。據信，他的部落大多數人在1970年代被定居者殺害，大約在同一時間，附近的阿昆蜀人和卡諾埃人也經歷類似的屠殺。1995年，除洞人外，其餘部落倖存者在一次非法採礦者的襲擊中喪生。巴西的原住民權益政府機構全國印第安人基金會後來發現了他們村莊的遺跡，該村莊在1996年被推土機推平。此前他們一直與世隔絕，所以外人無法知道他們被稱為什麼，說什麼語言，或者洞人的名字是什麼。

## 晚年
全國印第安人基金會在1996年第一次意識到洞人的孤立存在。他們觀察到他定期移居，建造草屋為庇護所。他狩獵動物，採集水果和蜂蜜，還種植玉米和木薯。多年來，他建造的50多間小屋被全國印第安人基金會所鑑定，但一些觀察家也推測深洞可能具有精神上的意義。洞口很窄，但深度超過1.8米（5英尺11英寸）。全國印第安人基金會於1996年發現的村莊廢墟中就找到14個類似的洞。
自1997年以來，探險隊已有數次前往朗多尼亞，了解洞人的位置和生存狀況。他們都未能與洞人溝通，洞人迴避探險隊的接近，並放棄他的耕地，當洞人感到走投無路時反應會更為激烈，甚至向基金會的員工射箭，其在2006年傷害了其中一人。在這一事件之後，探險隊改變策略，根據《巴西憲法》，原住民有權獲得他們「傳統佔有」的土地。2007年，全國印第安人基金會正式將其31平方英里（8,000公頃）的土地劃定為受保護的原住民領地「塔納魯原住民領地」。領地成立後，全國印第安人基金會定期監視他並試圖防止外人入侵該地區。儘管如此，洞人在2009年11月仍是遭到槍手襲擊，但倖免於難。
雖然洞人避免與外人進一步直接接觸，但洞人知道自己受到外人的監視。全國印第安人基金會偶爾會為他留下工具和種子等禮物，從而「產生了一定程度的信任」。他有時會向觀察隊發出信號，以避免觀察隊遇上為防禦或誘捕動物而挖的陷阱。2018年，全國印第安人基金會發佈了一段洞人的影片，以提高全球對巴西未接觸部落所面臨威脅的認識。在影片中，該男子當時被推定為50多歲，看起來身體狀況良好
。

## 暗殺企圖
2009年11月，記者文森特·卡雷利（Vincent Carelli）發行了獲獎的記錄片《科倫比亞拉》（Corumbiara），其中包含亞馬遜地區與世隔絕的原住民之記錄。記錄片其中一個場景是一個農民威脅說如果他看到洞人就會射殺。同年11月，探險隊在保護區的一個監視哨所遭到武裝團體襲擊和破壞。該團伙摧毀了一個無線電天線、太陽能電池板、桌子、椅子、架子和一個木爐，並在基地前留下了兩枚霰彈槍彈。據全國印第安人基金會稱，襲擊是該地區農民所為，他們對被8070公頃的塔納魯原住民領地限制感到不滿。在現場觀察到的痕跡表明，洞人在襲擊中倖存下來。
2010年1月，受到襲擊的全國印第安人基金會發表了一封信，呼籲關注亞馬遜地區孤立部落的危急狀況，特別是朗多尼亞的部落。該呼籲信是寫給時任巴西總統路易斯·伊納西奧·盧拉·達席爾瓦，信中還抱怨瓜波雷河谷和馬德拉河上的建築對部落構成威脅。同年5月，聯合國在巴西利亞召開了關於亞馬遜和大查科地區與世隔絕和初步接觸原住民保護指引的磋商會議。聯邦檢察官辦公室表示該機構試圖實施「預防原則」，以避免接觸和改變原住民的土地，並考慮到原住民與他們居住環境的相互依存關係。

## 死亡
2022年8月24日，全國印第安人基金會員工發現洞人在他最後的居所中死去。他被發現「躺在吊床上，用金剛鸚鵡的羽毛裝飾，好像在等待死亡」。在全國印第安人基金會發現他的屍體之前，居所並沒有發現任何暴力或其他騷亂的跡象。據估計，他已於7月去世，去世時大約60歲。他的屍體被轉移到朗多尼亞州首府韋柳港進行屍檢，試圖確定死因。8月27日，原住民專家馬塞洛·多斯桑托斯（Marcelo dos Santos）表示，該男子應被埋葬在他生前和死去的地方，葬在由國家建造的紀念碑中，該領地應立即受到保護，因為它有可能被入侵和荒廢。原住民權利團體支持這一要求。

## 改篇成書和電影
洞人的事蹟被改編成一本書。這部作品由美國記者蒙特·雷爾（Monte Reel）撰寫，名為《最後的部落：拯救亞馬遜孤獨的人之史詩任務》（The Last of the Tribe: The Epic Quest to Save a Lone Man in the Amazon），由西蒙與舒斯特於2010年發行。這本書的電影版權被一家荷里活製作公司購買，2011年有報導稱這一部電影正處於前期製作階段，其劇本已進入最後階段。

## 另見
- 依喜，北美雅那人最後一個已知成員
- 胡安娜·瑪麗亞，又被稱為「聖尼古拉斯島最孤獨的女人」，聖尼古拉斯島尼科萊諾人最後一名倖存者

## 外部鏈接
- YouTube上的Sole survivor' of tribe in Amazon builds houses in holes（《新科學人》）